# Rudolf Foest-Monshoff
Rudolf Foest, ab 1914 Rudolf Foest Edler von Monshoff (bisweilen auch: Rudolf Foest-Perko Edler von Monshoff), ab 1919 Rudolf Foest-Monshoff (* 21. Februar 1867 in Wien; † 24. August 1936 ebenda) war ein österreichischer Montanist, Industrieller und Politiker. 1926 bis 1930 war er Generaldirektor der ÖBB.

## Leben
Nach dem Studium des Bergwesens an der Montanistischen Hochschule Leoben übernahm er verschiedene Posten in der steirischen Schwerindustrie. 1905 übernahm er von Karl Wittgenstein sämtliche Anteile der Alpenländischen Sensenwerke in Judenburg, nachdem er bereits zuvor mehrere Jahre Betriebsdirektor des Unternehmens gewesen war.
Von 1912 bis 1919 war Foest-Monshoff Bürgermeister der Stadt Judenburg und zeitgleich Abgeordneter zum Steiermärkischen Landtag. Da er sich während der Kriegsjahre um die Lebensmittelversorgung in der Obersteiermark verdient gemacht hatte, wurde er 1918 zum Leiter der Landesanstalt für Einkauf und Volkswirtschaft ernannt. 1923 wurde er Vorstandsdirektor der Österreichischen Bundesbahnen, zuständig für das Beschaffungswesen, von Dezember 1926 bis März 1930 war er Generaldirektor des Unternehmens.
Während seiner Amtszeit kam es bei den ÖBB zu Veruntreuungen von öffentlichen Geldern im Rahmen eines „Geheimfonds“. Foest-Monshoff und sein (1923 ins Amt gekommener) Vorgänger als Generaldirektor, Josef Maschat (* 20. September 1874 in Wien; † 9. Juni 1943 in München), wurden rechtskräftig verurteilt und mussten Rückzahlungen leisten. Die Bestellung seines Nachfolgers führte zu einer Regierungskrise und zum Sturz des Bundeskanzlers Johann Schober.
Rudolf Foest war mit Natalie Perko Edler von Monshoff († 1969; Alter: 100) verheiratet. Der Ehe entstammten die Kinder Alfred († 1954; Alter: 58) sowie Annie (ab 10. Februar 1915: Annie Wolff von Wolffenberg). Er verstarb an der von Wolfgang Denk geleiteten II. Chirurgischen Universitätsklinik in Wien und wurde als Rudolf Foest am 26. August 1936 auf dem Döblinger Friedhof beerdigt (Gruppe 24, Reihe 5, Nummer 9).